# Denis Henriquez
Denis Henriquez (Oranjestad, 10 de octubre de 1945) es un escritor arubeño.
Estudió física en Delft y ha ejercido como profesor en el Erasmiaans Gymnasium de Róterdam.

## Obra
- 1981 E soño di Alicia. Basado en "Alice in Wonderland" de Lewis Carroll
- 1988 Kas pabow (poemario)
- 1992 Zuidstraat
- 1995 Delft blues
- 1999 De zomer van Alejandro Bulos

## Premios
Prijsvraag van het Antilliaans Verhaal, 1990